# Душан Кароль
Душан Кароль (чеськ. Dušan Karol; нар. 19 травня 1983) — колишній чеський тенісист.
Найвищу одиночну позицію світового рейтингу — 435 місце досяг 27 вересня 2004, парну — 128 місце — 27 квітня 2009 року.

## Титули на челленджерах

### Парний розряд: (4)
| Ранг | Рік  | Турнір                  | Покриття | Партнер          | Суперники                              | Рахунок           |
| ---- | ---- | ----------------------- | -------- | ---------------- | -------------------------------------- | ----------------- |
| 1.   | 2008 | Рієка, Хорватія         | Ґрунт    | Ярослав Поспішил | Алекс Кузнєцов Дік Норман              | 6–4, 6–4          |
| 2.   | 2008 | Оберштауфен, Німеччина  | Ґрунт    | Ярослав Поспішил | Андре Гем Бой Вестергоф                | 6–7(2), 6–1, 10–6 |
| 3.   | 2008 | Таррагона, Іспанія      | Ґрунт    | Даніель Коллерер | Марк Форнель Местрес Марк Лопес Таррес | 6–2, 6–2          |
| 4.   | 2009 | Фройденштадт, Німеччина | Ґрунт    | Ян Гаєк          | Мартін Кліжан Аділ Шамасдін            | 4–6, 6–4, 10–5    |